# Вяанянен, Ийвар
Ийвар Вяанянен (фин. Iivar Väänänen; 17 сентября 1887, Куопио, Куопиоская губерния — 13 апреля 1959, Куопио, Куопио) — финский стрелок, призёр Олимпийских игр.
Родился в 1857 году в Куопиоской губернии Великого княжества Финляндского. В 1912 году, на Олимпийских играх в Стокгольме, выступая за финскую команду, принял участие в соревнованиях по стрелковым дисциплинам. Он завоевал бронзовую медаль в командном первенстве в одиночных выстрелах по «бегущему оленю», но в личном первенстве оказался лишь 22-м.